# Lijst van brutoformules F
Dit lemma is onderdeel van de lijst van brutoformules. Dit lemma behandelt de brutoformules van F (fluor) tot Fr (francium).

## F1
| Brutoformule                       | Gewone formule               | Naam |
| ---------------------------------- | ---------------------------- | --- |
| {\displaystyle {\ce {F}}}          | {\displaystyle {\ce {F-}}}   | Fluoride |
| {\displaystyle {\ce {F}}}-isotopen | {\displaystyle {\ce {F-}}}   | Isotopen van fluor 14F · 15F · 16F · 17F · 18F · 19F · 20F · 21F · 22F · 23F 24F · 25F · 26F · 27F · 28F · 29F · 30F · 31F |
| {\displaystyle {\ce {F}}}          | {\displaystyle {\ce {F-}}}   | Fluorhoudend mineraal |
| {\displaystyle {\ce {FI}}}         | {\displaystyle {\ce {IF}}}   | Joodmonofluoride ~ als pseudohalogeen, interhalogeen                                                                       |
| {\displaystyle {\ce {FIn}}}        | {\displaystyle {\ce {InF}}}  | Indium(I)fluoride ~ als Indiumhalogenide                                                                                   |
| {\displaystyle {\ce {FK}}}         | {\displaystyle {\ce {KF}}}   | Kaliumfluoride ~ bindingsenergie                                                                                           |
| {\displaystyle {\ce {FLi}}}        | {\displaystyle {\ce {LiF}}}  | Lithiumfluoride ~ bindingsenergie                                                                                          |
| {\displaystyle {\ce {FNO2}}}       | {\displaystyle {\ce {NO2F}}} | nitrylfluoride ~ vergeleken met het nitroniumion                                                                           |
| {\displaystyle {\ce {FNa}}}        | {\displaystyle {\ce {NaF}}}  | Natriumfluoride ~ bindingsenergie                                                                                          |
| {\displaystyle {\ce {FO}}}         | {\displaystyle {\ce {FO-}}}  | Hypofluoriet |
| {\displaystyle {\ce {FRb}}}        | {\displaystyle {\ce {RbF}}}  | Rubidiumfluoride ~ bindingsenergie                                                                                         |

## F2
| Brutoformule                           | Gewone formule                         | Naam                                                                      |
| -------------------------------------- | -------------------------------------- | ------------------------------------------------------------------------- |
| {\displaystyle {\ce {F2}}}             | {\displaystyle {\ce {F2}}}             | Fluor, Difluor ~ als halogeen ~ reactie met chloor                        |
| {\displaystyle {\ce {F2Fe}}}           | {\displaystyle {\ce {FeF2}}}           | IJzer(II)fluoride                                                         |
| {\displaystyle {\ce {F2KLiMg2O10Si4}}} | {\displaystyle {\ce {KLiMg2Si4O10F2}}} | Tainioliet                                                                |
| {\displaystyle {\ce {F2Kr}}}           | {\displaystyle {\ce {KrF2}}}           | kryptondifluoride ~ als edelgasverbinding                                 |
| {\displaystyle {\ce {F2Mg}}}           | {\displaystyle {\ce {MgF2}}}           | Magnesiumfluoride                                                         |
| {\displaystyle {\ce {F2Ni}}}           | {\displaystyle {\ce {NiF2}}}           | Nikkel(II)fluoride ~ in bereiding chloorpentafluoride                     |
| {\displaystyle {\ce {F2O}}}            | {\displaystyle {\ce {OF2}}}            | Zuurstofdifluoride ~ zuurstofhypofluoriet                                 |
| {\displaystyle {\ce {F2OXe}}}          | {\displaystyle {\ce {XeOF2}}}          | Xenonoxydifluoride ~ als edelgasverbinding                                |
| {\displaystyle {\ce {F2O2}}}           | {\displaystyle {\ce {O2F2}}}           | dizuurstofdifluoride ~ reactie met chloormonofluoride                     |
| {\displaystyle {\ce {F2O2Pu}}}         | {\displaystyle {\ce {PuO2F2}}}         | Plutonylfluoride ~ uit Plutonium(VI)fluoride en vocht                     |
| {\displaystyle {\ce {F2O2S}}}          | {\displaystyle {\ce {SO2F2}}}          | Sulfurylfluoride ~ uit zuurstofdifluoride                                 |
| {\displaystyle {\ce {F2O2Se}}}         | {\displaystyle {\ce {SeO2F2}}}         | Seleendioxydifluoride ~ uit seleenzuur                                    |
| {\displaystyle {\ce {F2O2U}}}          | {\displaystyle {\ce {UO2F2}}}          | Uranylfluoride ~ reactie met chloormonofluoride                           |
| {\displaystyle {\ce {F2O2Xe}}}         | {\displaystyle {\ce {XeO2F2}}}         | Xenondioxydifluoride ~ als edelgasverbinding                              |
| {\displaystyle {\ce {F2O5S}}}          | {\displaystyle {\ce {S2O5F2}}}         | pyrosulfurylfluoride ~ uit zuurstofdifluoride                             |
| {\displaystyle {\ce {F2Rn}}}           | {\displaystyle {\ce {RnF2}}}           | Radondifluoride ~ als edelgasverbinding                                   |
| {\displaystyle {\ce {F2Sn}}}           | {\displaystyle {\ce {SnF2}}}           | Tin(II)fluoride                                                           |
| {\displaystyle {\ce {F2Sr}}}           | {\displaystyle {\ce {SrF2}}}           | Strontiumfluoride                                                         |
| {\displaystyle {\ce {F2Xe}}}           | {\displaystyle {\ce {XeF2}}}           | Xenondifluoride ~ uit xenon en zilver(II)fluoride ~ als edelgasverbinding |
| {\displaystyle {\ce {F2Zn}}}           | {\displaystyle {\ce {ZnF2}}}           | Zinkfluoride                                                              |

## F3
| Brutoformule                 | Gewone formule               | Naam                                                |
| ---------------------------- | ---------------------------- | --------------------------------------------------- |
| {\displaystyle {\ce {F3Fe}}} | {\displaystyle {\ce {FeF3}}} | IJzer(III)fluoride                                  |
| {\displaystyle {\ce {F3Ga}}} | {\displaystyle {\ce {GaF3}}} | Gallium(III)fluoride ~ als Galliumhalogenide        |
| {\displaystyle {\ce {F3I}}}  | {\displaystyle {\ce {IF3}}}  | Joodtrifluoride ~ als pseudohalogeen, interhalogeen |
| {\displaystyle {\ce {F3In}}} | {\displaystyle {\ce {InF3}}} | Indium(III)fluoride ~ als Indiumhalogenide          |
| {\displaystyle {\ce {F3La}}} | {\displaystyle {\ce {LaF3}}} | Lanthaniumfluoride ~ uit lanthanium en fluor        |
| {\displaystyle {\ce {F3P}}}  | {\displaystyle {\ce {PF3}}}  | Fosfortrifluoride                                   |
| {\displaystyle {\ce {F3Pu}}} | {\displaystyle {\ce {PuF3}}} | Plutonium(III)fluoride                              |
| {\displaystyle {\ce {F3Sb}}} | {\displaystyle {\ce {SbF3}}} | Antimoon(III)fluoride                               |
| {\displaystyle {\ce {F3Sm}}} | {\displaystyle {\ce {SmF3}}} | Samarium(III)fluoride                               |
| {\displaystyle {\ce {F3Sc}}} | {\displaystyle {\ce {ScF3}}} | Scandiumfluoride                                    |
| {\displaystyle {\ce {F3V}}}  | {\displaystyle {\ce {VF3}}}  | Vanadium(III)fluoride                               |

## F4
| Brutoformule                  | Gewone formule                | Naam |
| ----------------------------- | ----------------------------- | --- |
| {\displaystyle {\ce {F4Ir}}}  | {\displaystyle {\ce {IrF4}}}  | Iridium(IV)fluoride |
| {\displaystyle {\ce {F4OXe}}} | {\displaystyle {\ce {XeOF4}}} | Xenonoxytetrafluoride ~ als edelgasverbinding |
| {\displaystyle {\ce {F4Pu}}}  | {\displaystyle {\ce {PuF4}}}  | Plutonium(IV)fluoride |
| {\displaystyle {\ce {F4S}}}   | {\displaystyle {\ce {SF4}}}   | Zwaveltetrafluoride |
| {\displaystyle {\ce {F4Se}}}  | {\displaystyle {\ce {SeF4}}}  | Seleentetrafluoride ~ uit seleen en chloormonofluoride |
| {\displaystyle {\ce {F4Si}}}  | {\displaystyle {\ce {SiF4}}}  | Siliciumtetrafluoride ~ Ook wel: Tetrafluorsilaan ~ als bron van silicium ~ in de ontdekking van silicium ~ uit slilicium en chloormonofluoride ~ reactie met HF tot hexafluorkiezelzuur |
| {\displaystyle {\ce {F4Te}}}  | {\displaystyle {\ce {TeF4}}}  | Telluurtetrafluoride |
| {\displaystyle {\ce {F4Th}}}  | {\displaystyle {\ce {ThF4}}}  | Thorium(IV)fluoride |
| {\displaystyle {\ce {F4U}}}   | {\displaystyle {\ce {UF4}}}   | Uranium(IV)fluoride |
| {\displaystyle {\ce {F4V}}}   | {\displaystyle {\ce {VF4}}}   | Vanadium(IV)fluoride |
| {\displaystyle {\ce {F4Xe}}}  | {\displaystyle {\ce {XeF4}}}  | Xenontetrafluoride ~ als edelgasverbinding |
| {\displaystyle {\ce {F4Zr}}}  | {\displaystyle {\ce {ZrF4}}}  | Zirkonium(IV)fluoride |

## F5
| Brutoformule                 | Gewone formule               | Naam                                                            |
| ---------------------------- | ---------------------------- | --------------------------------------------------------------- |
| {\displaystyle {\ce {F5I}}}  | {\displaystyle {\ce {IF5}}}  | Joodpentafluoride ~ als pseudohalogeen, interhalogeen           |
| {\displaystyle {\ce {F5Ir}}} | {\displaystyle {\ce {IrF5}}} | Iridium(V)fluoride                                              |
| {\displaystyle {\ce {F5Nb}}} | {\displaystyle {\ce {NbF5}}} | Niobium(V)fluoride                                              |
| {\displaystyle {\ce {F5Os}}} | {\displaystyle {\ce {OsF5}}} | Osmium(V)fluoride ~ uit Osmium(VI)fluoride in joodpentafluoride |
| {\displaystyle {\ce {F5P}}}  | {\displaystyle {\ce {PF5}}}  | Fosforpentafluoride                                             |
| {\displaystyle {\ce {F5Pu}}} | {\displaystyle {\ce {PuF5}}} | Plutonium(V)fluoride ~ prcursor voor Plutonium(IV)fluoride      |
| {\displaystyle {\ce {F5Sb}}} | {\displaystyle {\ce {SbF5}}} | Antimoon(V)fluoride ~ met fluorsulfonzuur                       |

## F6
| Brutoformule                   | Gewone formule                   | Naam |
| ------------------------------ | -------------------------------- | --- |
| {\displaystyle {\ce {F6Ir}}}   | {\displaystyle {\ce {IrF6}}}     | Iridium(VI)fluoride                                                                                          |
| {\displaystyle {\ce {F6KP}}}   | {\displaystyle {\ce {KPF6}}}     | Kaliumhexafluorfosfaat                                                                                       |
| {\displaystyle {\ce {F6Kr}}}   | {\displaystyle {\ce {KrF6}}}     | kryptonhexafluoride ~ als edelgasverbinding                                                                  |
| {\displaystyle {\ce {F6LiP}}}  | {\displaystyle {\ce {LiPF6}}}    | Lithiumhexafluorfosfaat                                                                                      |
| {\displaystyle {\ce {F6MgSi}}} | {\displaystyle {\ce {MgSiF6}}}   | magnesiumfluorosilicaat ~ als fluorosilicaat                                                                 |
| {\displaystyle {\ce {F6Mo}}}   | {\displaystyle {\ce {MoF6}}}     | Molybdeen(VI)fluoride ~ als hexafluoride                                                                     |
| {\displaystyle {\ce {F6NaP}}}  | {\displaystyle {\ce {NaPF6}}}    | Natriumhexafluorfosfaat                                                                                      |
| {\displaystyle {\ce {F6NaSi}}} | {\displaystyle {\ce {NaSiF6}}}   | Natriumhexafluorsilicaat ~ Ook wel: Natriumfluorosilicaat                                                    |
| {\displaystyle {\ce {F6Np}}}   | {\displaystyle {\ce {NpF6}}}     | Neptunium(VI)fluoride ~ Ook wel: Neptuniumhexafluoride ~ als hexafluoride ~ uit NpF4 en dizuurstofdifluoride |
| {\displaystyle {\ce {F6O2P}}}  | {\displaystyle {\ce {O2PF6}}}    | Dioxygenylhexafluorfosfaat ~ uit dizuurstofdifluoride                                                        |
| {\displaystyle {\ce {F6Os}}}   | {\displaystyle {\ce {OsF6}}}     | Osmium(VI)fluoride ~ Ook wel: Osmiumhexafluoride ~ als hexafluoride                                          |
| {\displaystyle {\ce {F6P}}}    | {\displaystyle {\ce {PF6-}}}     | Hexafluorfosfaat                                                                                             |
| {\displaystyle {\ce {F6Pt}}}   | {\displaystyle {\ce {PtF6}}}     | Platina(VI)fluoride ~ als oxidator in bereiding edelgasverbindingen ~ als hexafluoride                       |
| {\displaystyle {\ce {F6PtXe}}} | {\displaystyle {\ce {Xe[PtF6]}}} | Xenonhexafluoroplatinaat, Xe+[PtF6]− ~ als edelgasverbinding                                                 |
| {\displaystyle {\ce {F6Pu}}}   | {\displaystyle {\ce {PuF6}}}     | Plutonium(VI)fluoride ~ als hexafluoride ~ uit dizuurstofdifluoride ~ precursor voor Plutonium(IV)fluoride   |
| {\displaystyle {\ce {F6Re}}}   | {\displaystyle {\ce {ReF6}}}     | Renium(VI)fluoride ~ Ook wel: Reniumhexafluoride ~ als hexafluoride                                          |
| {\displaystyle {\ce {F6Rh}}}   | {\displaystyle {\ce {RhF6}}}     | Rodium(VI)fluoride ~ Ook wel: Rodiumhexafluoride ~ als hexafluoride                                          |
| {\displaystyle {\ce {F6Ru}}}   | {\displaystyle {\ce {RuF6}}}     | Ruthenium(VI)fluoride ~ Ook wel: Rutheniumhexafluoride ~ als hexafluoride                                    |
| {\displaystyle {\ce {F6S}}}    | {\displaystyle {\ce {SF6}}}      | Zwavelhexafluoride ~ in broeikasgas ~ als hexafluoride                                                       |
| {\displaystyle {\ce {F6Se}}}   | {\displaystyle {\ce {SeF6}}}     | Seleenhexafluoride ~ als hexafluoride                                                                        |
| {\displaystyle {\ce {F6SiZn}}} | {\displaystyle {\ce {ZnSiF6}}}   | zinkfluorosilicaat ~ als fluorosilicaat                                                                      |
| {\displaystyle {\ce {F6Tc}}}   | {\displaystyle {\ce {TcF6}}}     | Technetium(VI)fluoride ~ Ook wel: technetiumhexafluoride ~ als hexafluoride                                  |
| {\displaystyle {\ce {F6Te}}}   | {\displaystyle {\ce {TeF6}}}     | Telluurhexafluoride ~ als hexafluoride                                                                       |
| {\displaystyle {\ce {F6U}}}    | {\displaystyle {\ce {UF6}}}      | Uraniumhexafluoride ~ Ook wel: uranium(VI)fluoride ~ m.b.v. chloortrifluoride, chloormonofluoride            |
| {\displaystyle {\ce {F6W}}}    | {\displaystyle {\ce {WF6}}}      | Wolfraam(VI)fluoride ~ uit wolfraam en chloormonofluoride ~ vergeleken met wolfraam(VI)chloride              |
| {\displaystyle {\ce {F6Xe}}}   | {\displaystyle {\ce {XeF6}}}     | Xenonhexafluoride ~ als edelgasverbinding, hexafluoride                                                      |

## F7
| Brutoformule                   | Gewone formule                  | Naam                                                  |
| ------------------------------ | ------------------------------- | ----------------------------------------------------- |
| {\displaystyle {\ce {F7I}}}    | {\displaystyle {\ce {IF7}}}     | Joodheptafluoride ~ als pseudohalogeen, interhalogeen |
| {\displaystyle {\ce {F7PtXe}}} | {\displaystyle {\ce {XeFPtF6}}} | ~ als edelgasverbinding                               |
| {\displaystyle {\ce {F7Re}}}   | {\displaystyle {\ce {ReF7}}}    | Renium(VII)fluoride ~in synthese Renium(VI)fluoride   |

## F8
| Brutoformule                 | Gewone formule               | Naam                                      |
| ---------------------------- | ---------------------------- | ----------------------------------------- |
| {\displaystyle {\ce {F8Xe}}} | {\displaystyle {\ce {XeF8}}} | Xenonoctafluoride ~ als edelgasverbinding |

## F11
| Brutoformule                      | Gewone formule                    | Naam                    |
| --------------------------------- | --------------------------------- | ----------------------- |
| {\displaystyle {\ce {F11Sb2Xe2}}} | {\displaystyle {\ce {Xe2Sb2F11}}} | ~ als edelgasverbinding |

## Fe
| Brutoformule                           | Gewone formule                         | Naam |
| -------------------------------------- | -------------------------------------- | --- |
| {\displaystyle {\ce {Fe}}}             | {\displaystyle {\ce {Fe}}}             | IJzer ~ herkenningsreactie ~ in ijzerdraad, staal, thermiet ~ in bereiding meitnerium |
| {\displaystyle {\ce {Fe}}}-isotopen    | {\displaystyle {\ce {Fe}}}             | Isotopen van ijzer 45Fe · 46Fe · 47Fe · 48Fe · 49Fe · 50Fe · 51Fe · 52Fe · 53Fe · 54Fe 55Fe · 56Fe · 57Fe · 58Fe · 59Fe · 60Fe · 61Fe · 62Fe · 63Fe · 64Fe 65Fe · 66Fe · 67Fe · 68Fe · 69Fe · 70Fe · 71Fe · 72Fe |
| {\displaystyle {\ce {Fe}}}-mineralen   | {\displaystyle {\ce {Fe}}}             | IJzerhoudend mineraal |
| {\displaystyle {\ce {FeI2}}}           | {\displaystyle {\ce {FeI2}}}           | IJzer(II)jodide ~ als katalysator in de reactie van di-jood met dicyanoacetyleen tot di-jooddicyanoacetyleen |
| {\displaystyle {\ce {FeI3}}}           | {\displaystyle {\ce {FeI3}}}           | IJzer(III)jodide |
| {\displaystyle {\ce {FeK2O4}}}         | {\displaystyle {\ce {K2(FeO4)}}}       | Kaliumferraat(VI) |
| {\displaystyle {\ce {FeMgO6Si2}}}      | {\displaystyle {\ce {Fe^{2+}MgSi2O6}}} | Ferrosiliet; Hyperstheen |
| {\displaystyle {\ce {FeN3O9}}}         | {\displaystyle {\ce {Fe(NO3)3}}}       | IJzer(III)nitraat |
| {\displaystyle {\ce {FeO}}}            | {\displaystyle {\ce {FeO}}}            | IJzer(II)oxide ~ Ook wel: ijzeroxidule |
| {\displaystyle {\ce {FeO3Si}}}         | {\displaystyle {\ce {FeSiO3}}}         | IJzer(II)silicaat ~ in enstatiet |
| {\displaystyle {\ce {FeO3Ti}}}         | {\displaystyle {\ce {FeTiO3}}}         | Ilmeniet |
| {\displaystyle {\ce {FeO4}}}           | {\displaystyle {\ce {FeO4^{2-}}}}      | Ferraat(VI) |
| {\displaystyle {\ce {FeO4P}}}          | {\displaystyle {\ce {FePO4}}}          | IJzer(III)fosfaat |
| {\displaystyle {\ce {FeO4S}}}          | {\displaystyle {\ce {FeSO4}}}          | IJzer(II)sulfaat ~ Ook wel: ijzervitriool |
| {\displaystyle {\ce {FeO4Sb}}}         | {\displaystyle {\ce {FeSbO4}}}         | IJzer(III)antimonaat ~ als antimonaat |
| {\displaystyle {\ce {FePb3S14Sb2Sn4}}} | {\displaystyle {\ce {Pb3Sn4FeSb2S14}}} | Cylindriet |
| {\displaystyle {\ce {FePb4S14Sb6}}}    | {\displaystyle {\ce {Pb4FeSb6S14}}}    | Jamesoniet |
| {\displaystyle {\ce {FeS}}}            | {\displaystyle {\ce {FeS}}}            | IJzer(II)sulfide |
| {\displaystyle {\ce {FeS2}}}           | {\displaystyle {\ce {FeS2}}}           | Marcasiet ~ of speerkies, pyriet ~ als mineraal ~ in fluvisol |
| {\displaystyle {\ce {FeSb2S4}}}        | {\displaystyle {\ce {FeSb2S4}}}        | Berthieriet |
| {\displaystyle {\ce {Fe2O3}}}          | {\displaystyle {\ce {Fe2O3}}}          | IJzer(III)oxide ~ in de bereiding van ijzer(III)oxychloride |
| {\displaystyle {\ce {Fe2O8Sb2}}}       | {\displaystyle {\ce {Fe2O3.SbO5}}}     | IJzer(III)antimonaat ~ als antimonaat |
| {\displaystyle {\ce {Fe2O12S3}}}       | {\displaystyle {\ce {Fe2(SO4)3}}}      | IJzer(III)sulfaat ~ Ook wel: geel ijzeroxide; E172; rood ijzeroxide; zwart ijzeroxide ~ in wüstiet |
| {\displaystyle {\ce {Fe3O4}}}          | {\displaystyle {\ce {Fe3O4}}}          | IJzer(II,III)oxide ~ {\displaystyle {\ce {Fe3O4}}} als katalysator in Water-gas-shift-reactie |

## Fl
| Brutoformule                        | Gewone formule             | Naam                                                         |
| ----------------------------------- | -------------------------- | ------------------------------------------------------------ |
| {\displaystyle {\ce {Fl}}}          | {\displaystyle {\ce {Fl}}} | Flerovium                                                    |
| {\displaystyle {\ce {Fl}}}-isotopen | {\displaystyle {\ce {Fl}}} | Isotopen van flerovium 285Fl · 286Fl · 287Fl · 288Fl · 289Fl |

## Fm
| Brutoformule                        | Gewone formule             | Naam |
| ----------------------------------- | -------------------------- | --- |
| {\displaystyle {\ce {Fm}}}          | {\displaystyle {\ce {Fm}}} | Fermium |
| {\displaystyle {\ce {Fm}}}-isotopen | {\displaystyle {\ce {Fm}}} | Isotopen van fermium 242Fm · 243Fm · 244Fm · 245Fm · 246Fm · 247Fm · 248Fm · 249Fm · 250Fm · 251Fm 252Fm · 253Fm · 254Fm · 255Fm · 256Fm · 257Fm · 258Fm · 259Fm · 260Fm |

## Fr
| Brutoformule                        | Gewone formule             | Naam |
| ----------------------------------- | -------------------------- | --- |
| {\displaystyle {\ce {Fr}}}          | {\displaystyle {\ce {Fr}}} | Francium |
| {\displaystyle {\ce {Fr}}}-isotopen | {\displaystyle {\ce {Fr}}} | Isotopen van francium 199Fr · 200Fr · 201Fr · 202Fr · 203Fr · 204Fr · 205Fr · 206Fr · 207Fr · 208Fr 209Fr · 210Fr · 211Fr · 212Fr · 213Fr · 214Fr · 215Fr · 216Fr · 217Fr · 218Fr 219Fr · 220Fr · 221Fr · 222Fr · 223Fr · 224Fr · 225Fr · 226Fr · 227Fr · 228Fr 229Fr · 230Fr · 231Fr · 232Fr |